# لمور پشمالوی رامانانتاسوآوانا
 لمور پشمالوی رامانانتاسوآوانا (نام علمی: Avahi ramanantsoavani) نام یک گونه از تیره ایندیریان است.